# Scipionyx
Scipionyx („Scipionův dráp“) byl malý teropodní dinosaurus z čeledi Compsognathidae. Žil v období spodní křídy asi před 112 miliony let na území dnešní jižní Evropy (fosilie tohoto dinosaura byly objeveny u italského města Pietraroja nedaleko Neapole) v roce 1980. Objevitelem fosilie byl amatérský sběratel Giovanni Todesco (1947-2019), který dal fosilii přezdívku „Ciro“ a později ji věnoval státu.

## Význam
Scipionyx se proslavil jako jedna z nejlépe zachovaných zkamenělin dinosaurů. Byl objeven již roku 1981 amatérským sběratelem Giovannim Todescem, ale do rukou paleontologů se dostal až později. Popsán byl v roce 1998, dnes je znám jediný druh, S. samniticus. Fosilie představují velmi mladého jedince, který nejspíš zahynul krátce po vylíhnutí. Fosilie je dlouhá pouze 23,7 centimetru, v kompletním stavu by pak měřila asi 46 centimetrů. Podle jiného odhadu měřil dochovaný jedinec jen kolem 30 centimetrů na délku. V dospělosti měřil tento teropod asi 2 metry na délku, přesné rozměry ale není možné podle dosud známých fosilií určit.
Podle výzkumu publikovaného v roce 2021 by Scipionyx mohl být ve skutečnosti malým mládětem některého z tetanurních teropodů, pravděpodobně pak z čeledi Carcharodontosauridae.

### Česká literatura
- SOCHA, Vladimír (2021). Dinosauři – rekordy a zajímavosti. Nakladatelství Kazda, Brno. ISBN 978-80-7670-033-8 (str. 126-127)